# Petar Stojanović (voetballer)
Petar Stojanović (Ljubljana, 7 oktober 1995) is een Sloveens professioneel voetballer die speelt als verdediger. Hij verruilde NK Maribor in januari 2016 voor GNK Dinamo Zagreb. Stojanović debuteerde in 2014 voor het Sloveens voetbalelftal.

## Interlandcarrière
Stojanović speelde voor verschillende Sloveense jeugdselecties, voordat hij onder leiding van bondscoach Srečko Katanec op 18 november 2014 zijn debuut maakte voor het Sloveens voetbalelftal in de vriendschappelijke wedstrijd tegen Colombia (0-1) in Ljubljana. Hij viel als jongste speler ooit in die wedstrijd na 45 minuten in voor collega-debutant Erik Janža (NK Domžale). Ook Damjan Bohar (NK Maribor) maakte in die wedstrijd zijn debuut voor de Sloveense nationale A-ploeg. Stojanović werd op 7 juni 2024 door bondscoach Matjaž Kek opgenomen in de Sloveense selectie voor het EK 2024 in Duitsland. Slovenië speelde in de groepsfase gelijk tegen Denemarken, Servië en Engeland, waarna het in de achtste finales na strafschoppen werd uitgeschakeld door Portugal. Stojanović kwam in iedere wedstrijd in actie.

## Erelijst
NK Maribor
- Landskampioen

2012, 2013, 2014
- Beker van Slovenië

2012, 2013